# Церковь Параскевы Пятницы (Бряндино)
Пятницкая церковь — утраченная православная церковь в селе Бряндино Чердаклинского района Ульяновской области России.

## История
Когда была построена первая церковь в Бряндино неизвестно, но по ландратской переписи 1716 года оно уже числилось селом, а метрические книги Пятницкой церкви частично сохранились начиная с 1724 года.
В 1757 году, на средства прихожан, была построена однопрестольная, деревянная, на каменном фундаменте Пятницкая церковь. Престол — во имя великомученицы Параскевы, но она сгорела в 1848 году. В 1903 году, по проекту архитектора Хилинского Тадеуша Севериновича, была построена каменная, однопрестольная во имя Великомученицы Параскевы Пятницы, церковь .
Церковь была закрыта в 1930-м году. Колокола снимали рабочие с Ульяновского завода имени Володарского, им помогали местные большевики. Активисты-прихожане Т. Г. Бочкарёв и М. М. Баканов были осуждены и расстреляны 22 февраля 1930 года, а А. Я. Корнилова и монахиня Клавдия (Капралова) были осуждены к заключению в концлагерь сроком на 10 лет. Церковь была разрушена в 1936 году.
На месте разрушенной церкви был установлен памятный крест. Начались работа по возрождению Бряндинского храма, которая шла 10 лет. 30 января 2015 года в честь сщмч. Александра Гневушева в селе была открыта Молитвенная комната. В 2016 году Владыка Диодор благословил бряндинский приход на восстановление храма в бывшем доме священослужителя. Через 4 года храм был восстановлен и освящён.

## Описание
Храм находился в центре села. Фундамент церкви был выложен: на 2 метра в глубь и на 2 метра вширь. Здесь работали приезжие мастера и местные кустари. Зодчие стремились придать внешнему облику торжественную красоту и нарядность. Для отделочных работ применялись цветные изразцы, фигурный кирпич и белый камень. Входы в храм были расписаны многоцветными узорами, преобладали синий, красный и голубой цвета. Для пола была доставлена плитка с орнаментом из Симбирска. (Она сохранилась поныне в здании старой школы). Сама церковь была белой, купола — синевато-голубые. Колокола были заказаны на Московском литейном дворе и доставлены на повозках. Самый большой колокол весил 21 пуд и 7 фунтов. Второй колокол был гораздо меньше. Третий колокол был весом 9 пудов. Рядом с ним размещалась ещё 6 маленьких колоколов.

## Духовенство
- С июле 1925 года до февраля 1930 года на должности священника состоял Гневушев Александр Фёдорович[3].